# DN12A
DN12A este un drum național secundar din România, care leagă Miercurea Ciuc de Onești, trecând Carpații Orientali (Munții Ciucului și Munții Tarcău) pe valea Trotușului.
Drumul a fost reabilitat cu un covor asfaltic peste dalele de beton vechi în anul 2017-2018 pe segmentul Comănești–Ghimeș. La Comănești, o ramificație de 500 m lungime, etichetată DN12D, ocolește centrul orașului.